# Клінтон Тауншип (округ Вайомінг, Пенсільванія)
Клінтон Тауншип (англ. Clinton Township) — селище (англ. township) в США, в окрузі Вайомінг штату Пенсільванія. Населення — 1309 осіб (2020).

## Демографія
Згідно з переписом 2010 року, у селищі мешкало 1367 осіб у 528 домогосподарствах у складі 385 родин. Було 571 помешкання
Расовий склад населення:
| - 96,3 % — білих - 0,7 % — чорних або афроамериканців - 0,4 % — азіатів - 0,2 % — корінних американців |

До двох чи більше рас належало 2,0 %. Частка іспаномовних становила 1,7 % від усіх жителів.
За віковим діапазоном населення розподілялося таким чином: 23,3 % — особи молодші 18 років, 62,5 % — особи у віці 18—64 років, 14,2 % — особи у віці 65 років та старші. Медіана віку мешканця становила 42,8 року. На 100 осіб жіночої статі у селищі припадало 99,9 чоловіків;  на 100 жінок у віці від 18 років та старших — 96,6 чоловіків також старших 18 років.
Середній дохід на одне домашнє господарство  становив 69 483 долари США (медіана — 57 566), а середній дохід на одну сім'ю — 75 826 доларів (медіана — 67 232). Медіана доходів становила 42 194 долари для чоловіків та 27 500 доларів для жінок. За межею бідності перебувало 7,6 % осіб, у тому числі 14,0 % дітей у віці до 18 років та 1,9 % осіб у віці 65 років та старших.
Цивільне працевлаштоване населення становило 790 осіб. Основні галузі зайнятості: освіта, охорона здоров'я та соціальна допомога — 21,6 %, виробництво — 16,7 %, роздрібна торгівля — 14,3 %.